# Institut français d’archéologie orientale
Das Institut français d’archéologie orientale [ɛ̃stity fʀɑ̃sɛ daʀkeɔlɔʒi ɔʀjɑ̃ˈtal] (IFAO) ist ein französisches Institut für archäologische Forschungen in Ägypten mit Sitz in Kairo. Es deckt alle Zeitepochen in der ägyptischen Geschichte ab. Es ist Teil des Centre national de la recherche scientifique (CNRS), das direkt dem  französischen Minister für nationale Bildung und Forschung untersteht.
Die Grabungs- und Forschungsergebnisse werden in zahlreichen Büchern und Zeitschriften veröffentlicht.
Das Forschungsinstitut wurde am 28. Dezember 1880 als Mission permanente au Caire gegründet. 1898 erhielt es seinen heutigen Namen.

## Direktoren
- 1880–1881: Gaston Maspero
- 1881–1883: Eugène Lefébure
- 1883–1886: Émile Grébaut
- 1886–1898: Urbain Bouriant
- 1898–1911: Émile Gaston Chassinat
- 1912–1914: Pierre Lacau
- 1914–1928: Georges Foucart
- 1928–1940: Pierre Jouguet
- 1940–1953: Charles Kuentz
- 1953–1959: Jean Sainte Fare Garnot
- 1959–1969: François Daumas
- 1969–1976: Serge Sauneron
- 1977–1981: Jean Vercoutter
- 1981–1989: Paule Posener-Kriéger
- 1989–1999: Nicolas Grimal
- 1999–2005: Bernard Mathieu
- 2005–2010: Laure Pantalacci
- 2010–2015: Béatrix Midant-Reynes
- 2015–2019: Laurent Bavay
- seit 2019: Laurent Coulon

## Periodika
- Annales Islamologiques
- BCAI: Bulletin critique des Annales Islamologiques
- BCE: Bulletin de liaison du groupe international d’études de la Céramique Égyptienne
- BEC: Bibliothèque d’Étude Copte
- Bibliothèque d’Études
- BIFAO: Bulletin de l’Institut français d’archéologie orientale
- CAI: Cahiers des Annales Islamologiques
- CCE: Cahiers de la Céramique Égyptienne
- DFIFAO: Documents de Fouilles de l’Institut français d’archéologie orientale
- Études Alexandrines
- Études Urbaines
- FIFAO: Fouilles de l’Institut français d’archéologie orientale
- MIFAO: Mémoires publiés par les membres de l’Institut français d’archéologie orientale
- MMAF: Mémoires publiés par les membres de la Mission Archéologique Française du Caire
- Paléographie hiéroglyphique
- PIFAO: Publications du Service des antiquités de l’Égypte et de l’Ifao
- RAPH: Recherches d’Archéologie, de Philologie et d’Histoire
- RCEA: Répertoire Chronologique d’Épigraphie Arabe
- TAEI: Textes Arabes et Études Islamiques
- Temples
- TTA: Textes et Traductions d’Auteurs Orientaux
- Voyageurs occidentaux en Égypte